# Samo
Samo község (comune) Calabria régiójában, Reggio Calabria megyében.

## Fekvése
A megye központi részén fekszik. Határai: Africo, Cosoleto, San Luca és Sant’Agata del Bianco.

## Története
A település elődjét az i. e. 492-ben alapították Számosz szigetéről érkező görög telepesek, akik Hérodotosz szerint I. Dárajavaus perzsa király seregei elől menekültek. Epikurosz, Protagorász és Arisztarkhosz szerint itt  született Püthagorasz. I. e. 216-ban indult hanyatlásnak, amikor a második pun háború során Epizephürioi Lokroi (amelytől függött) Hannibállal szövetkezett Róma ellen. A települést 976-ban a szaracénok pusztították el. A 11. századtól a normann Szicíliai Királyság része lett. A középkorban nemesi családok  birtoka volt. Korabeli épületeinek nagy része az 1783-as calabriai földrengésben elpusztult. A 19. században nyerte el önállóságát, amikor a Nápolyi Királyságban felszámolták a feudalizmust.

## Népessége
A népesség számának alakulása:

## Főbb látnivalói
- San Sebastiano-templom
- San Giovanni Battista-templom